# Rebecca Pavan
Rebecca „Becky“ Pavan (* 17. April 1990 in Kitchener) ist eine kanadische Volleyballspielerin.

## Karriere
Pavan spielte von 2008 bis 2011 bei den Kentucky Wildcats der University of Kentucky. 2012 nahm sie an der Seite ihrer älteren Schwester Sarah mit der kanadischen Nationalmannschaft am Pan American Cup teil und belegte den achten Platz. In der Saison 2012/13 spielte die Mittelblockerin in der deutschen Bundesliga für den Köpenicker SC. Danach spielte sie eine Saison beim Ligakonkurrenten Allianz MTV Stuttgart. 2014 wechselte Pavan nach Frankreich zu Béziers Volley. Von 2015 bis 2018 spielte sie in Polen auf der Diagonalposition für MKS Dąbrowa Górnicza, Budowlani Toruń und Trefl Proxima Krakau.